# Hyundai ix35 FCEV
El Hyundai ix35 FCEV o Tucson FCEV es un vehículo eléctrico de celdas de hidrógeno creado por Hyundai. Han existido varias versiones, la primera generación fue introducida en el 2001 con el Hyundai Santa Fe FCEV, y tenía un alcance de 160 kilómetros (100 mi), con una velocidad máxima de 126 km/h (78 mph).  La segunda generación de Tucson FCEV fue introducida en el 2005, ésta usaba una placa bipolar de grafito y tenía un alcance de 300 kilómetros (190 mi) y una velocidad máxima de 150 km/h (93 mph). La tercera generación está basada en el Hyundai ix35 (2009), su producción fue semiautomática y el auto usaba una placa bipolar de metal. La cuarta y última generación es la del Tucson ix35 FCEV modelo 2012. Este tiene un motor eléctrico más poderoso, de 134 caballos de fuerza (100 kW), y un alcance de 594 kilómetros (369 mi) aproximadamente. Esta mejora es en parte gracias a su espacio más grande para guardar hidrógeno comprimido en tanques de hidrógeno, la presión más alta de almacenamiento en los tanques, y una tecnología de celdas de hidrógeno más avanzada. El tipo de celda que utiliza este modelo es la de membrana de intercambio de protones (PEMFC por sus siglas en inglés). El diseño del vehículo se ha enfocado en maximizar el espacio para los pasajeros y los componentes del motor al mismo tiempo. 

## Tucson ix35 FCEV (2013)

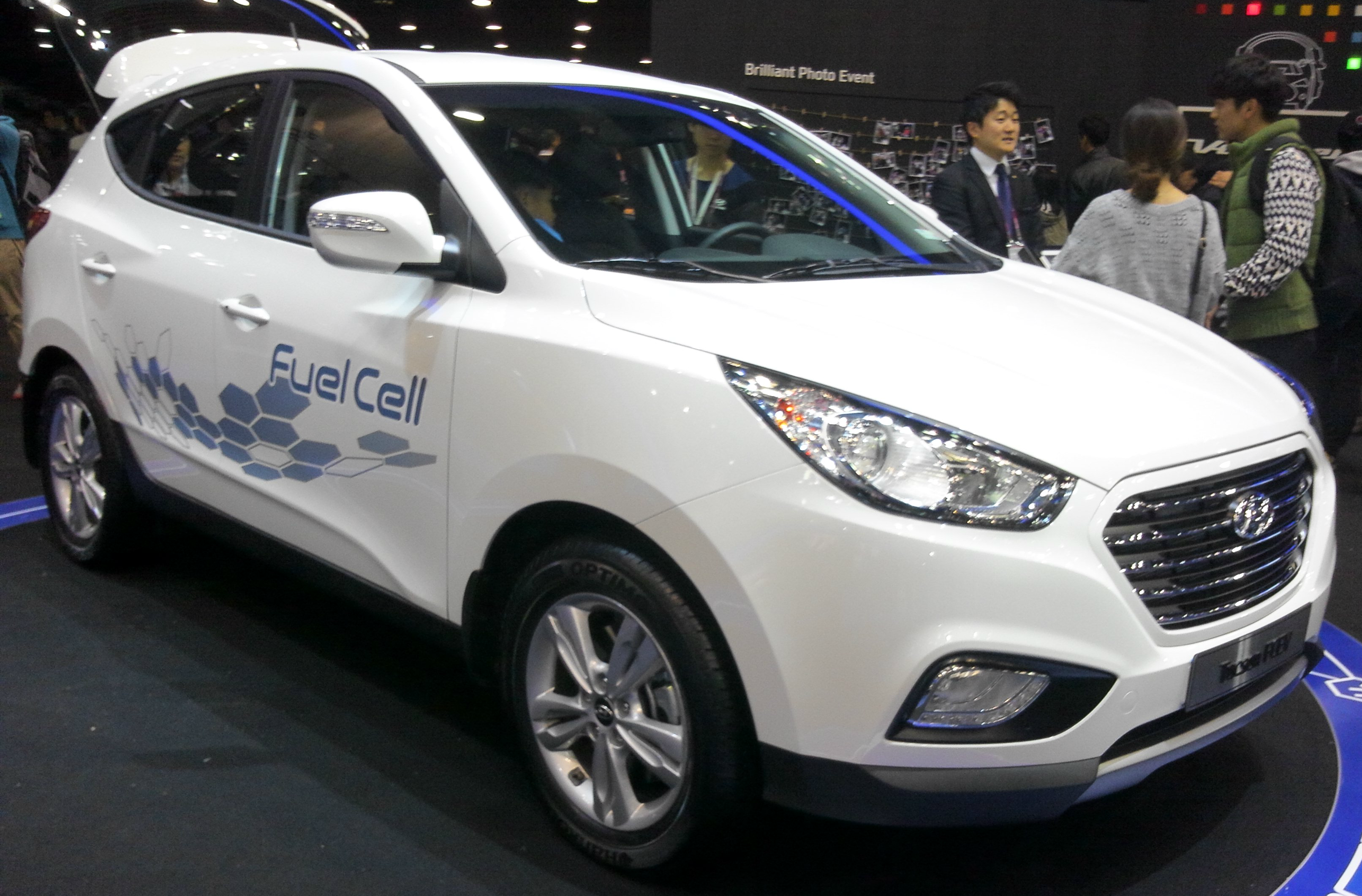
Hyundai ix35 FCEV en el "Seoul Motor Show" del 2013

El Hyundai ix35 FCEV se ensambla desde 2013. El Tucson tiene 100 kW de potencia y un torque de 300 Nm. Su tanque tiene una capacidad de hasta 5.64 kg de hidrógeno comprimido, que es suficiente para recorrer casi 600 km.

### Producción
En febrero de 2013, Hyundai anunció que empezó producción del automóvil en Ulsan, Corea del Sur. En el 2015 comenzó la producción de 10 000 unidades. Los primeros 15 automóviles producidos fueron enviados al "Hydrogen Link Network" en Copenhague y otros 2 a "Hydrogen Sweden" en Skane. En el 2015 vehículos han sido pedidos y entregados en 15 países, de los cuales 11 están en la Unión Europea.
El Hyundai ix35 FCEV es el primer vehículo de celdas de hidrógeno producido en serie en el mundo.

### Almacenamiento de hidrógeno
Su tanque de almacenamiento de hidrógeno a 700 Bar (5000 PSI) contiene suficiente combustible para un viaje de 594 km.

### Reconocimientos
El Hyundai ix35 FCEV ganó el premio "Future Auto Accolade" en el Show Automotriz de Bruselas del 2013.

### Corea del Sur
El costo del ix35 FCEV es de 150 millones KRW (127.300 USD), pero el gobierno de Corea del Sur le otorgó a Hyundai un subsidio de 60 millones KRW (50 900 USD). Una vez que empiece la producción en masa y se usen materiales más baratos se espera que el precio baje en el futuro.

### Estados Unidos
El primer ix35 FCEV fue entregado en Tustin, California en junio del 2014 con un precio de renta de 499 USD por mes, y un depósito de 2999 USD con combustible ilimitado gratis por 3 años.

## Tucson FCEV (2005)

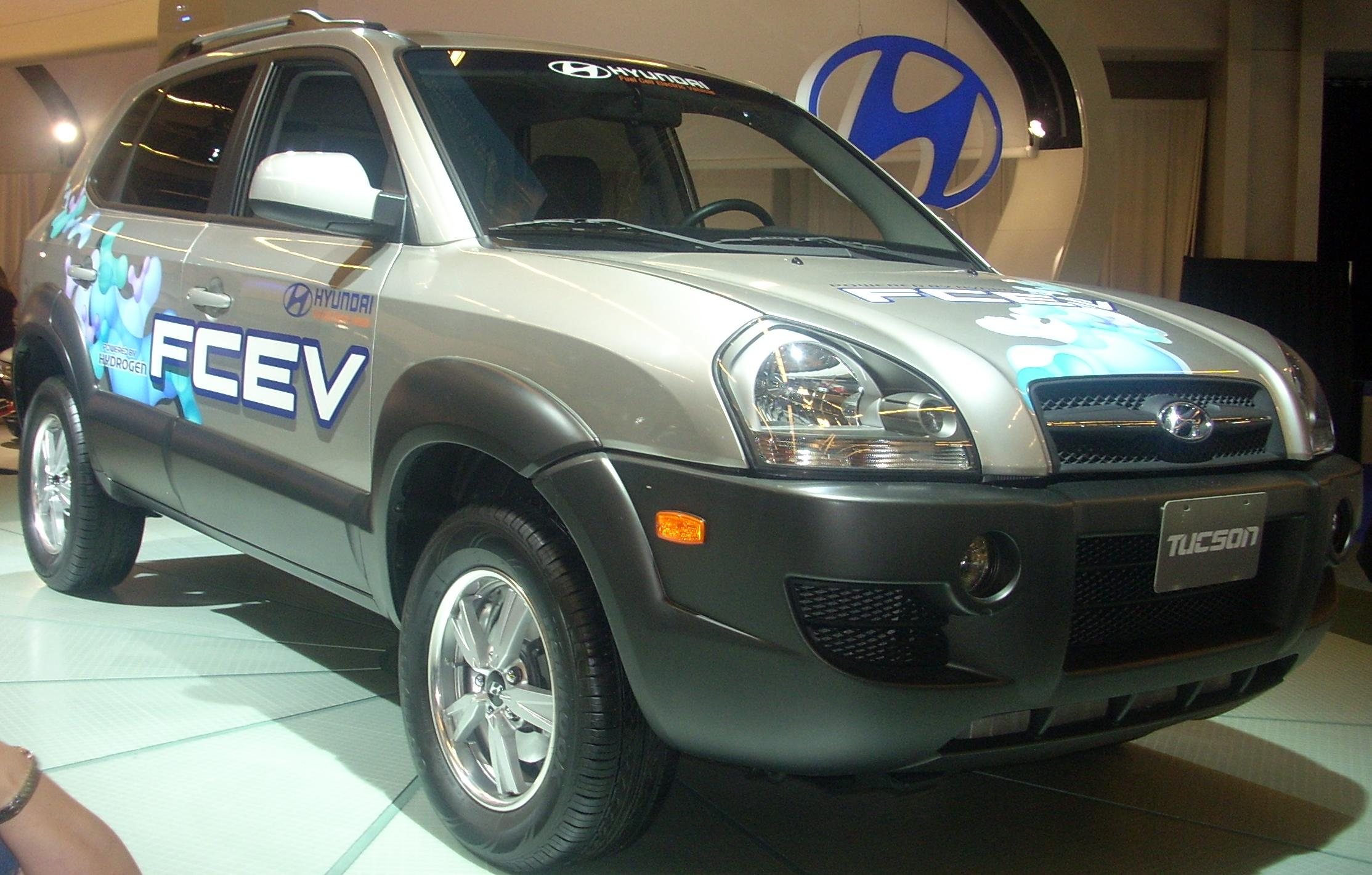
Hyundai Tucson FCEV

El Tucson FCEV es un prototipo de vehículo de celdas de hidrógeno para la segunda generación de celdas de Hyundai. El vehículo utiliza un motor eléctrico de 80 kW hecho por Enova Systems en Torrance, California, celdas de hidrógeno tipo UTC hechas en South Windsor, Connecticut, una batería de 152V hecha en conjunto por Hyundai Motor Co. y LG Chem en Seúl; un tanque de 152 litros para almacenamiento de hidrógeno hechos por Dynetek Industries Ltd. en Calgary, Alberta, Canadá. El automóvil tiene un alcance de 300 kilómetros (186,4 mi) y una velocidad máxima de 150 km/h (93,2 mph).
El vehículo fue anunciado en 2005 en el "Auto Show" de Los Ángeles. En el 2008 completó un viaje de 7000km (4300 millas) como parte del "Hydrogen Road Tour".

## Galería
Hyundai ix35 FCEV
|               |
| Vista frontal |

|               |
| Vista trasera |

|                   |
| Vista 3/4 frontal |